# Мочевая кислота
Мочевая кислота (лат. Acidum uricum, формула — C5H4N4O3) — бесцветные кристаллы, плохо растворимы в воде, этаноле, диэтиловом эфире, растворимы в растворах щелочей, горячей серной кислоте и глицерине.
Мочевая кислота была открыта Карлом Шееле (1776) в составе мочевых камней и названа им каменной кислотой — фр. acide lithique, затем она была найдена им в моче. Название мочевой кислоты дано Фуркруа, её элементный состав установлен Либихом.

## Свойства
Является гетероциклической двухосновной кислотой (pK1 = 5,75, pK2 = 10,3), образует кислые и средние соли — ураты.
Мочевая кислота проявляет лактамно-лактимную таутометрию в сочетании с ионизацией по первому основанию:
|        |  |        | pK1 |          |
| Лактам |  | Лактим |     | Урат-ион |
Кристаллизуется мочевая кислота в форме лактама или 7,9-дигидро-1H-пурин-2,6,8(3H)-триона (вычислительная химия также предсказывает, что он более стабилен), в водных растворах появляется лактим или 2,6,8-тригидроксипурин, но преобладание лактама сохраняется. При физиологическом значении рН в растворе преобладают ураты.
Кислота легко алкилируется сначала по положению N-9, затем по N-3 и N-1, под действием POCl3 образует 2,6,8-трихлорпурин. Азотной кислотой мочевая кислота окисляется до аллоксана, под действием перманганата калия в нейтральной и щелочной среде либо перекиси водорода из мочевой кислоты образуются сначала аллантоин, затем гидантоин и парабановая кислота.

## Получение
Первым мочевую кислоту удалось синтезировать И. Я. Горбачёвскому в 1882 году при нагревании гликокола (аминоуксусной кислоты) с мочевиной до 200—230 °С.
NH2−CH2−COOH + 3 CO(NH2)2 = C5H4N4O3 + 3 NH3 + 2 H2O
Однако такая реакция протекает весьма сложно, и выход продукта ничтожен. Синтез мочевой кислоты возможен при взаимодействии хлоруксусной и трихлормолочной кислот с мочевиной. Наиболее ясным по механизму является синтез Беренда и Роозена (1888 г.), при котором изодиалуровая кислота конденсируется с мочевиной. Мочевую кислоту можно выделить из гуано, где её содержится до 25 %. Для этого гуано необходимо нагреть с серной кислотой (1 ч), затем разбавить водой (12—15 ч), отфильтровать, растворить в слабом растворе едкого калия, отфильтровать, осадить соляной кислотой.
Метод синтеза заключается в конденсации мочевины с цианоуксусным эфиром и дальнейшей изомеризации продукта в урамил (аминобарбитуровую кислоту), дальнейшей конденсации урамила с изоцианатами, изотиоцианатами или цианатом калия.

## Биохимия мочевой кислоты
У человека и приматов — конечный продукт обмена пуринов (см. пуриновые основания), образующийся в результате ферментативного окисления ксантина под действием ксантиноксидазы; у остальных млекопитающих мочевая кислота превращается в аллантоин. Небольшие количества мочевой кислоты содержатся в тканях (мозг, печень, кровь), а также в моче и поте млекопитающих и человека. При некоторых нарушениях обмена веществ происходит накопление мочевой кислоты и её кислых солей (уратов) в организме (камни в почках и мочевом пузыре, подагрические отложения, гиперурикемия). У птиц, ряда пресмыкающихся и большинства наземных насекомых мочевая кислота — конечный продукт не только пуринового, но и белкового обмена. Система биосинтеза мочевой кислоты (а не мочевины, как у большинства позвоночных) в качестве механизма связывания в организме более токсичного продукта азотистого обмена — аммиака — развилась у этих животных в связи с характерным для них ограниченным водным балансом (мочевая кислота выводится из организма с минимальным количеством воды или даже в твёрдом виде). Высохшие экскременты птиц (гуано) содержат до 25 % мочевой кислоты. Обнаружена она и в ряде растений.

## Патологии обмена мочевой кислоты
Повышенное содержание мочевой кислоты в организме (крови) человека — гиперурикемия. При гиперурикемии возможны точечные (похожи на укусы комара) проявления аллергии. Повышенная концентрация мочевой кислоты наблюдается примерно у третьей части всего населения планеты. Показатели нормы для мужчин должны достигать не более 420 мкмоль кислоты, у женщин — не более 360 мкмоль.
Отложения кристаллов урата натрия (соль мочевой кислоты) в суставах называется подагрой.

## Применение
Мочевая кислота — исходный продукт для промышленного синтеза кофеина. Синтез мурексида.

## Гипотезы
В. П. Эфроимсон выдвинул гипотезу о связи гениальности с повышенным синтезом в организме человека мочевой кислоты. Ученый изучил около двух тысяч биографий выдающихся людей, отметив частое распространение у них подагры, обусловленной, по мнению ученого, генетическими факторами. В своей книге «Генетика гениальности» он изложил гипотезу, где по его словам, великие люди страдали подагрой в сто раз чаще, чем среднестатистические индивиды. Также существует более современное объяснение этой теории. Гениальные личности, как правило, в силу профессиональной деятельности, вели очень малоподвижный образ жизни, при этом много занимаясь умственным трудом в ущерб физической активности, что, в конечном итоге способствует отложению солей в организме, в том числе и мочевой кислоты.